# Wahlkreis Angus (House of Commons)
| Angus             |
| ----------------- |
| Angus             |
| Gebildet          |
| 1997              |
| Abgeordneter      |
| Dave Doogan (SNP) |
| Regionen          |
| Angus             |

Angus ist ein Wahlkreis für das Britische Unterhaus. Er wurde 1997 geschaffen und deckt die Council Area Angus ab, wobei ein Gebiet im Südwesten den benachbarten Wahlkreisen Dundee East und Dundee West zugeschlagen wurde. Der gleichnamige Wahlkreis für das schottische Parlament wurde im Zuge der Wahlkreisreform 2011 abgeschafft. Dessen Gebiete sind weitgehend in den neuen Wahlkreisen Angus North and Mearns und Angus South aufgegangen. Es wird ein Abgeordneter entsandt.

## Wahlergebnisse

### Unterhauswahlen 1997
| Ergebnisse der Unterhauswahlen 1997 | Ergebnisse der Unterhauswahlen 1997 | Ergebnisse der Unterhauswahlen 1997 | Ergebnisse der Unterhauswahlen 1997 |
| Partei                              | Kandidat                            | Stimmen                             | %                                   |
| ----------------------------------- | ----------------------------------- | ----------------------------------- | ----------------------------------- |
| SNP                                 | Andrew Welsh                        | 20.792                              | 48,3                                |
| Conservative                        | Sebastian A.A. Leslie               | 10.603                              | 24,6                                |
| Labour                              | Catherine Dalling Taylor            | 6733                                | 15,6                                |
| Liberal Democrats                   | Dick B. Speirs                      | 4065                                | 9,4                                 |
| Referendum                          | Brian A. Taylor                     | 883                                 | 2,1                                 |

### Unterhauswahlen 2001
| Ergebnisse der Unterhauswahlen 2001 | Ergebnisse der Unterhauswahlen 2001 | Ergebnisse der Unterhauswahlen 2001 | Ergebnisse der Unterhauswahlen 2001 | Ergebnisse der Unterhauswahlen 2001 |
| Partei                              | Kandidat                            | Stimmen                             | %                                   | ±                                   |
| ----------------------------------- | ----------------------------------- | ----------------------------------- | ----------------------------------- | ----------------------------------- |
| SNP                                 | Mike Weir                           | 12.347                              | 35,3                                | −13,0                               |
| Conservative                        | Marcus Ashley William Booth         | 8736                                | 25,0                                | +0,4                                |
| Labour                              | Ian Andrew McFatridge               | 8183                                | 23,4                                | +7,8                                |
| Liberal Democrats                   | Peter Joseph Nield                  | 5015                                | 14,3                                | +4,9                                |
| Socialist                           | Bruce Wallace                       | 732                                 | 2,1                                 | +2,1                                |

### Unterhauswahlen 2005
| Ergebnisse der Unterhauswahlen 2005 | Ergebnisse der Unterhauswahlen 2005 | Ergebnisse der Unterhauswahlen 2005 | Ergebnisse der Unterhauswahlen 2005 | Ergebnisse der Unterhauswahlen 2005 |
| Partei                              | Kandidat                            | Stimmen                             | %                                   | ±                                   |
| ----------------------------------- | ----------------------------------- | ----------------------------------- | ----------------------------------- | ----------------------------------- |
| SNP                                 | Mike Weir                           | 12.840                              | 33,7                                | −1,6                                |
| Conservative                        | Sandy Bushby                        | 11.239                              | 29,5                                | +4,5                                |
| Labour                              | Douglas Bradley                     | 6850                                | 18,0                                | −5,4                                |
| Liberal Democrats                   | Scott Rennie                        | 6660                                | 17,5                                | +3,2                                |
| Socialist                           | Alan Manley                         | 556                                 | 1,5                                 | −0,6                                |

### Unterhauswahlen 2010
| Ergebnisse der Unterhauswahlen 2010 | Ergebnisse der Unterhauswahlen 2010 | Ergebnisse der Unterhauswahlen 2010 | Ergebnisse der Unterhauswahlen 2010 | Ergebnisse der Unterhauswahlen 2010 |
| Partei                              | Kandidat                            | Stimmen                             | %                                   | ±                                   |
| ----------------------------------- | ----------------------------------- | ----------------------------------- | ----------------------------------- | ----------------------------------- |
| SNP                                 | Mike Weir                           | 15.020                              | 39,6                                | +5,9                                |
| Conservative                        | Alberto Costa                       | 11.738                              | 30,9                                | +1,4                                |
| Labour                              | Kevin Hutchens                      | 6535                                | 17,2                                | −0,8                                |
| Liberal Democrats                   | Sanjay Samani                       | 4090                                | 10,8                                | −6,7                                |
| UKIP                                | Martin Gray                         | 577                                 | 1,5                                 | +1,5                                |

### Unterhauswahlen 2015
| Ergebnisse der Unterhauswahlen 2015 | Ergebnisse der Unterhauswahlen 2015 | Ergebnisse der Unterhauswahlen 2015 | Ergebnisse der Unterhauswahlen 2015 | Ergebnisse der Unterhauswahlen 2015 |
| Partei                              | Kandidat                            | Stimmen                             | %                                   | ±                                   |
| ----------------------------------- | ----------------------------------- | ----------------------------------- | ----------------------------------- | ----------------------------------- |
| SNP                                 | Mike Weir                           | 24.130                              | 54,2                                | +14,6                               |
| Conservative                        | Derek Wann                          | 12.900                              | 29,0                                | −1,9                                |
| Labour                              | Gerard McMahon                      | 3919                                | 8,8                                 | −8,4                                |
| UKIP                                | Calum Walker                        | 1355                                | 3,0                                 | +1,5                                |
| Liberal Democrats                   | Sanjay Samani                       | 1216                                | 2,7                                 | −8,1                                |
| Green                               | David Mumford                       | 965                                 | 2,2                                 | +2,2                                |

### Unterhauswahlen 2017
| Ergebnisse der Unterhauswahlen 2017 | Ergebnisse der Unterhauswahlen 2017 | Ergebnisse der Unterhauswahlen 2017 | Ergebnisse der Unterhauswahlen 2017 | Ergebnisse der Unterhauswahlen 2017 |
| Partei                              | Kandidat                            | Stimmen                             | %                                   | ±                                   |
| ----------------------------------- | ----------------------------------- | ----------------------------------- | ----------------------------------- | ----------------------------------- |
| Conservative                        | Kirstene Hair                       | 18.148                              | 45,2                                | +16,2                               |
| SNP                                 | Mike Weir                           | 15.503                              | 38,6                                | −15,7                               |
| Labour                              | William Campbell                    | 5233                                | 13,0                                | +4,2                                |
| Liberal Democrats                   | Clive Sneddon                       | 1308                                | 3,3                                 | +0,6                                |

### Unterhauswahlen 2019
| Ergebnisse der Unterhauswahlen 2019 | Ergebnisse der Unterhauswahlen 2019 | Ergebnisse der Unterhauswahlen 2019 | Ergebnisse der Unterhauswahlen 2019 | Ergebnisse der Unterhauswahlen 2019 |
| Partei                              | Kandidat                            | Stimmen                             | %                                   | ±                                   |
| ----------------------------------- | ----------------------------------- | ----------------------------------- | ----------------------------------- | ----------------------------------- |
| SNP                                 | Dave Doogan                         | 21.216                              | 49,1                                | +10,5                               |
| Conservative                        | Kirstene Hair                       | 17.421                              | 40,4                                | −4,8                                |
| Liberal Democrats                   | Ben Lawrie                          | 2.482                               | 5,7                                 | +2,4                                |
| Labour                              | Monique Miller                      | 2.051                               | 4,8                                 | −8,2                                |